# Kanton Villefranche-du-Périgord
Kanton Villefranche-du-Périgord (francouzsky Canton de Villefranche-du-Périgord) je francouzský kanton v departementu Dordogne v regionu Akvitánie. Tvoří ho devět obcí.

## Obce kantonu
- Besse
- Campagnac-lès-Quercy
- Lavaur
- Loubejac
- Mazeyrolles
- Orliac
- Prats-du-Périgord
- Saint-Cernin-de-l'Herm
- Villefranche-du-Périgord